# Mike Easley
Michael Francis Easley, detto Mike (Rocky Mount, 23 marzo 1950), è un politico e avvocato statunitense.
È stato governatore della Carolina del Nord dal 2001 al 2009. Rappresentante del Partito Democratico, è stato inoltre procuratore generale della Carolina del Nord dal 1993 al 2001.